# جيم روس
جيمس ويليام روس (بالإنجليزية: Jim Ross)‏ ويعرف باسم جيم روس ولد في (3 يناير 1952) في فورت براغ
هو معلق مصارعة في المصارعة العالمية الترفيهية ومالك مطعم، كرم من قبل المصارعة العالمية الترفيهية بدخولة قاعة الشهرة في عام 2007 ,بدء سيرته المهنية في وورلد تشامبيون شيب ريسلنغ ومن ثم انتقل إلى المصارعة العالمية الترفيهية في 1992. أول مباراة كبيرة علق عليها كانت مباراة لقب بين ريك فلير وتيد ديبياسي.

## روابط خارجية
- جيم روس على موقع IMDb (الإنجليزية)
- جيم روس على موقع قاعدة بيانات الفيلم (الإنجليزية)
- جيم روس على موقع دبليو دبليو إي (الإنجليزية)
- جيم روس على موقع CageMatch worker (الإنجليزية)
- جيم روس على موقع قاعدة بيانات المصارعة على الإنترنت (الإنجليزية)
- جيم روس على موقع عالم المصارعة على الإنترنت (الإنجليزية)
- جيم روس على موقع عالم المصارعة على الإنترنت (الإنجليزية)